# Óengus mac Nad Froích

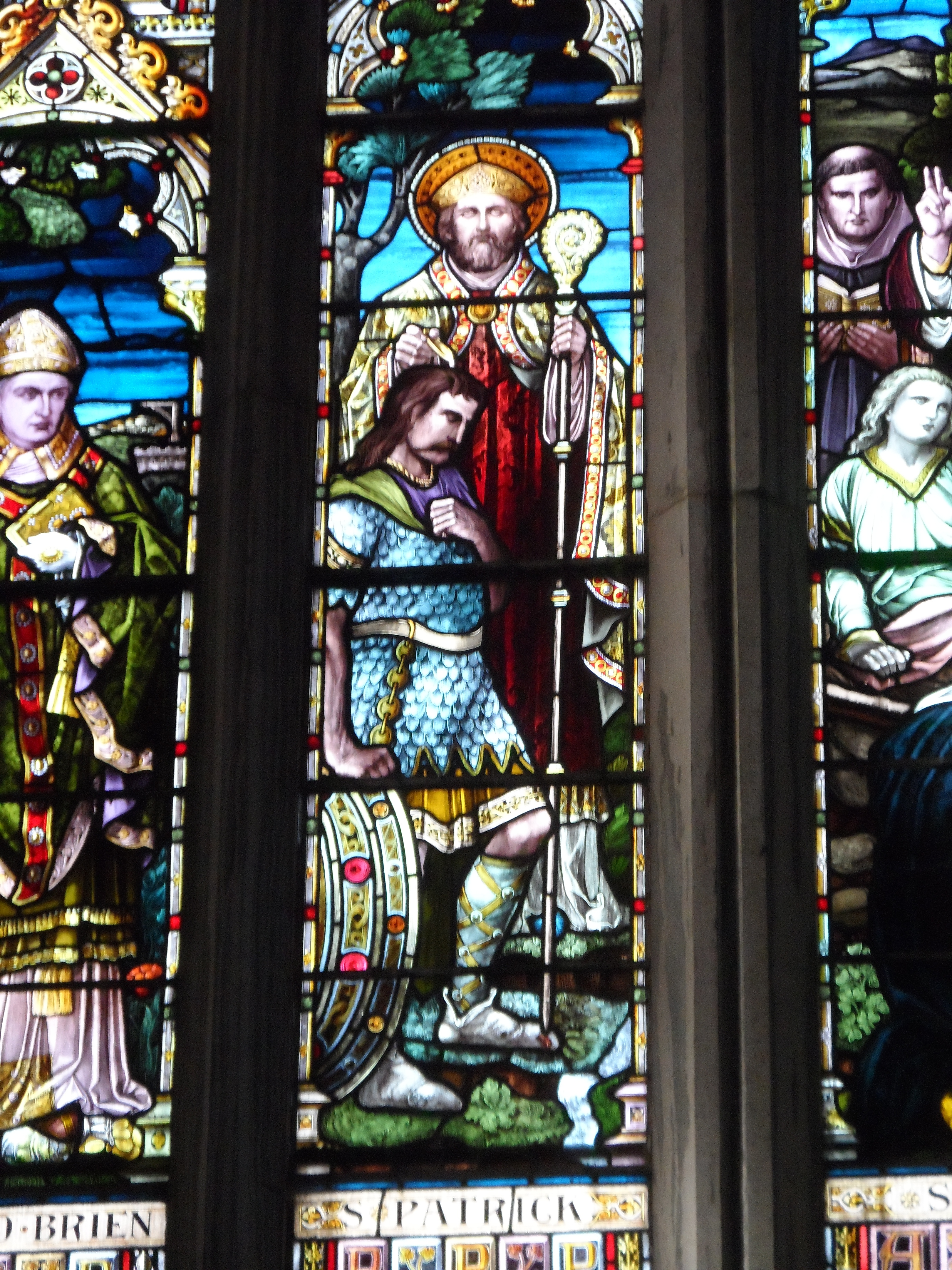
Bautismo de Óengus por San Patricio, vidriera en la iglesia de San Ailbe, Emly.

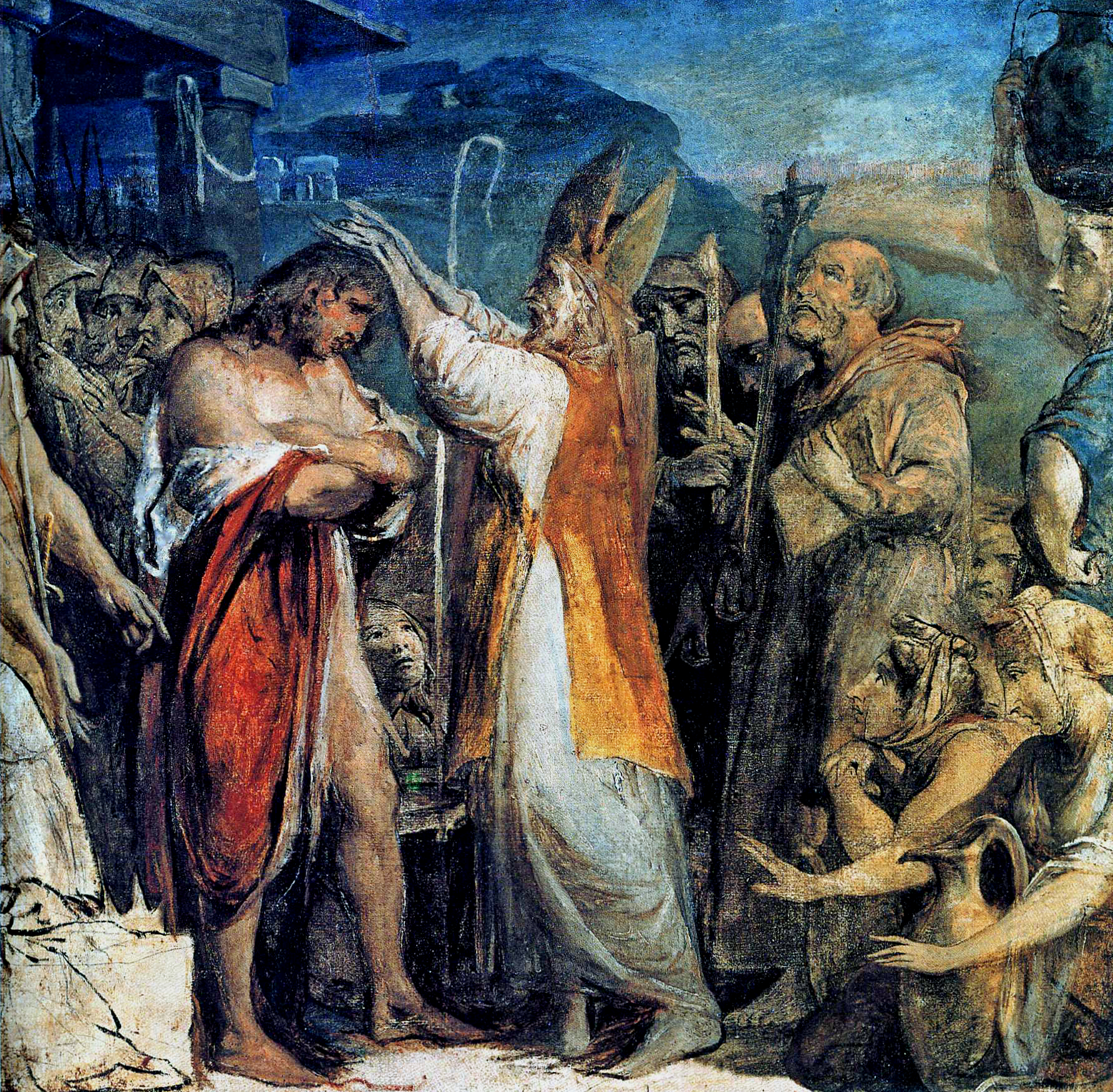
El Bautismo del Rey de Cashel por San Patricio, obra de James Barry, 1780. La conversión de Óengus mac Nad Froích movió Munster hacia cristianismo.

Óengus mac Nad Froích (430-489) fue un Eoganachta y primer Rey cristiano de Munster. Era hijo de Nad Froich mac Cuirc y Faochan, una mujer britana (llamada hija del Rey de Britania). En la Historia de Irlanda de Geoffrey Keating se da a Oengus un reinado de 36 años lo que situaría el inicio de su gobierno en 453.

## Biografía
Fue bautizado como cristiano en la sede real de Cashel por San Patricio e impuso una tasa bautismal a los cristianos de Munster para Patricio. Se dice que la mitad de su numerosa descendencia fue entregada a la iglesia. San Patricio le bautizó en sangre al atravesar con su báculo el pie del rey. El rey fue muy devoto y se rodeó de clérigos.
En 489 tuvo lugar la batalla de Cenn Losnada en Mag Fea en la que murió. Su mujer Eithni Uathach ingen Cremthainn, llamada "la odiosa", también murió. Ella pertenecía a los Uí Cheinnselaig, de los Laigin. Entre los vencedores estaban Iollann mac Dunlaing, y Oilill, su hermano de la dinastía Uí Dúnlainge, Eochaidh Guinech de los Uí Bairrche, y Muirchertach Mac Ercae, el rey Uí Néill de Ailech. Su cabeza se entregó a Iollan.
Óengus aparece en el texto del siglo IX La expulsión de los Déisi, en el que concede tierras a los errantes Déisi. La historia está ambientada en la época de Cormac mac Airt, que se cree vivió 200 años antes de Óengus. También aparece a menudo en las numerosas vidas de San Ciarán de Saigir como importante patrón del santo.

## Descendencia
Fue el antepasado de tres importantes ramas de los Eoganacht incluyendo las líneas de Cashel, Arithir Cliach, y Glendamnach.
- Feidlimid mac Óengusa, Rey de Munster (antepasado de los Eóganacht Chaisil)
- Eochaid mac Óengusa, Rey de Munster (antepasado de los Eóganacht Glendamnach y Airthir Cliach)
- Dub-Gilcach mac Óengusso, Príncipe de Munster
- Uichtdhealdh, Reina de Connacht (casada con Ailill Molt)[11]
- San Kessog de Luss